# Heide Malterhausen
Heide Malterhausen este o arie protejată (arie specială de conservare — SAC, sit de importanță comunitară — SCI) din Germania întinsă pe o suprafață de 247 ha, integral pe uscat.

## Localizare
Centrul sitului Heide Malterhausen este situat la coordonatele 52°01′07″N 12°58′06″E / 52.0186°N 12.9683°E.

## Înființare
Situl Heide Malterhausen a fost declarat sit de importanță comunitară în martie 2004.

## Biodiversitate
Situată în ecoregiunea continentală, aria protejată conține 2 habitate naturale: Pajiști uscate europene, Păduri acidofile de stejar bătrân cu Quercus robur pe câmpii nisipoase.
La baza desemnării sitului se află un număr nedeclarat de specii protejate.
Pe lângă speciile protejate, pe teritoriul sitului au mai fost identificate 1 specie de plante, 1 specie de nevertebrate.